# Краснов, Зосим Алексеевич
Зо́сим Алексе́евич Красно́в (1924—1984) — старшина Рабоче-крестьянской Красной Армии, участник Великой Отечественной войны, Герой Советского Союза (1945).

## Биография
Зосим Краснов родился 2 августа 1924 года в селе Кутюк-Кинер (ныне — Моркинский район Марий Эл). После окончания начальной школы работал в колхозе. В августе 1942 года Краснов был призван на службу в Рабоче-крестьянскую Красную Армию. С декабря того же года — на фронтах Великой Отечественной войны. Участвовал в прорыве блокады Ленинграда и её окончательном снятии. Два раза был тяжело ранен. Позднее участвовал в освобождении Эстонской ССР и Польши. К январю 1945 года красноармеец Зосим Краснов был снайпером 543-го стрелкового полка 120-й стрелковой дивизии 21-й армии 1-го Украинского фронта. Отличился во время освобождения Польши.
19 января 1945 года в бою Краснов лично уничтожил 3 солдат противника. 21 января 1945 года, оказавшись вместе со своим взводом в окружении, он уничтожил вражеский пулемётный расчёт и около 14 солдат, что способствовало прорыву окружения. В боях за Оппельн Краснов также неоднократно отличался, увлекая за собой бойцов в атаку. В ходе дальнейшего наступления Краснов переправился через Одер и на западном берегу уничтожил ещё 4 солдата противника.
Указом Президиума Верховного Совета СССР от 10 апреля 1945 года за «отвагу и мужество, проявленные в Висло-Одерской операции», красноармеец Зосим Краснов был удостоен высокого звания Героя Советского Союза с вручением ордена Ленина и медали «Золотая Звезда» за номером 6031.
После окончания войны в звании старшины Краснов был демобилизован. Проживал и работал в городе Донецке Ростовской области, умер 5 октября 1984 года.
Был также награждён рядом медалей.
В честь Краснова названа улица в Донецке и установлен бюст в Морках.